# نادي بوليفار
نادي بوليفار لكرة القدم (بالإسبانية: Fútbol Club Bolívar) نادي كرة قدم بوليفي يلعب في الدوري البوليفي لكرة القدم . تم تأسيس النادي في سنة 1925 وسمي تيمناً بالقائد العسكري سيمون بوليفار.